# Глуха кропива біла
Глуха кропива біла (Lamium album L., Lamium dumeticola Klok.) — багаторічна трав'яниста рослина родина глухокропивових.

## Опис
Стебло просте або гіллясте, чотиригранне, як і листки м'яковолосисто-запушене, 30-80 см заввишки з довгим повзучим кореневищем. Листки супротивні, яйцеподібні, серцеподібні, при основі черешкові, гостропилчасті. Листя схоже на кропиву жалку, але без жалючих волосинок.
Квітки по 6-8 у кільцях, сидять у пазухах гострих лінійних приквіток. Квітки двогубі з подвійною оцвітиною, чашечка дзвоникувата, зрослолиста з п'ятьма шилоподібними зубцями, нерідко фіолетового забарвлення. Віночок бруднувато-жовтувато-білий (до 20 мм завдовжки), верхня губа довга, серпоподібно вигнута, з довшими війками, значно перевищує середню лопать нижньої губи. Трубочка віночка вигнута, при основі здута, з волосистим кільцем з середини. Нижня губа віночка при основі з зеленуватими крапочками, бічні лопаті її у вигляді одного шилоподібного і двох-трьох коротких зубців. Зубці чашечки при плодах розчепірені. Тичинок чотири, маточка одна з одним стовпчиком, зав'язь верхня. Цвіте у травні — серпні.
Плід — розпадний горішок; горішки видовжено-яйцеподібні, тригранні, темно-сірі з бородавчастими виростами.
Близький вид — глуха кропива плямиста (Lamium maculatum L.) Відрізняється від попереднього виду дрібнішим рожево-пурпуровим віночком, бокові лопаті нижньої губи з одним шилоподібним зубцем.

## Поширення та екологія
Глуха кропива біла росте у листяних і мішаних лісах, на засмічених і бур'янистих місцях, луках, уздоріжжях. Майже завжди трапляється з кропивою жалкою. Тіньолюбна рослина.
Поширена і заготовляють у західному Поліссі та Лісостепу.

## Практичне використання
Лікарська, вітамінозна, медодайна, декоративна рослина.

### У медицині
З лікувальною метою у народній медицині використовують віночки квіток глухої кропиви білої для зниження гарячки при застуді, малярії; при хворобах селезінки, як кровоспинний засіб при легеневих і особливо маткових кровотечах, для післяпологових очищень, при хворобах сечових шляхів, проти захворювань шкіри, екзем, золотухи, від грижі. Застосовують кропиву як тонізуючий засіб, при болях у грудях і шиї, проти колік і шигельозі, для збудження апетиту. Корінь настояний на спирту, тамує зубний біль. Зовнішньо застосовують для очищення шкіри від фурункулів, припарки — при пухлинах і опіках.
У гомеопатії використовують есенцію з свіжих листків і квіток.
У ветеринарії глуху кропиву використовують для лікування рожистого запалення у свиней.
Рослина містить слиз, дубильні речовини, алкалоїд ламіїн, цукри, ефірні олії та сапоніни.

### У харчуванні
У листках містяться 14,5 мг каротину і 130 мг вітаміну C на 100 г сирої маси, тому їх вживають у їжу замість шпинату. Листки відзначаються тонким приємним ароматом та своєрідним смаком. У Грузії молоде листя глухої кропиви їдять вареним з олією та зеленою цибулею. Молоді пагони маринують та квасять, а корені готують як спаржу.
Глуху кропиву охоче поїдає худоба та птиця.
Глуха кропива біла і плямиста — добрі літні медодаї і пилкодаї. Нектар світлий, вміст цукру в нектарі 30 — 50 %, медопродуктивнісь до 540 кг з га.
Глуха кропива біла — декоративна рослина, разом з глухою кропивою гладенькою придатна для декорування затінених місць у парках і лісопарках.

## Збирання, переробка та зберігання
Збирають повністю розквітлі віночки, обриваючи їх руками. Швидко сушать у затінку при температурі не вище 25°. Зберігають у щільно закритих коробках.

## Галерея

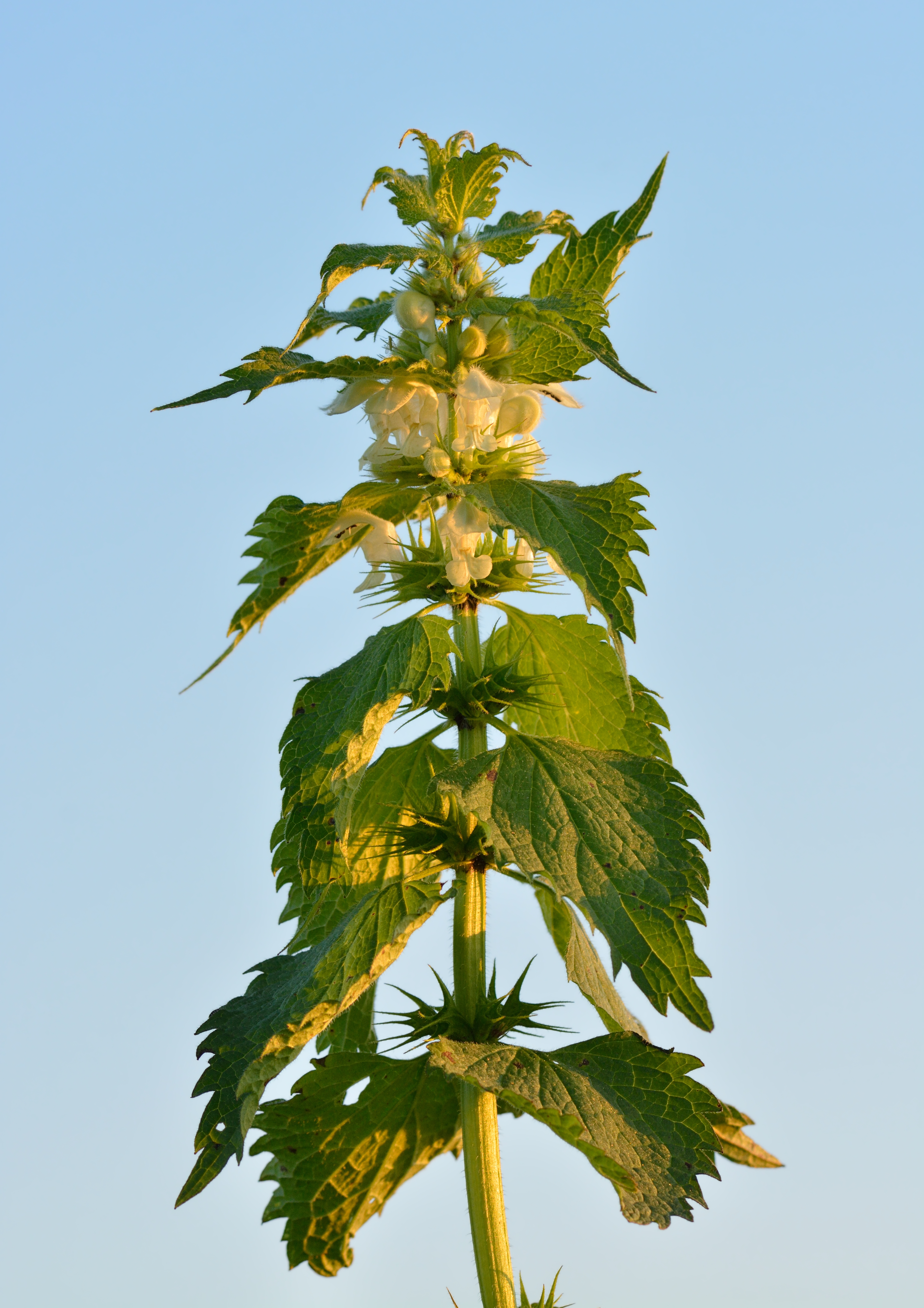
Зовнішній вигляд
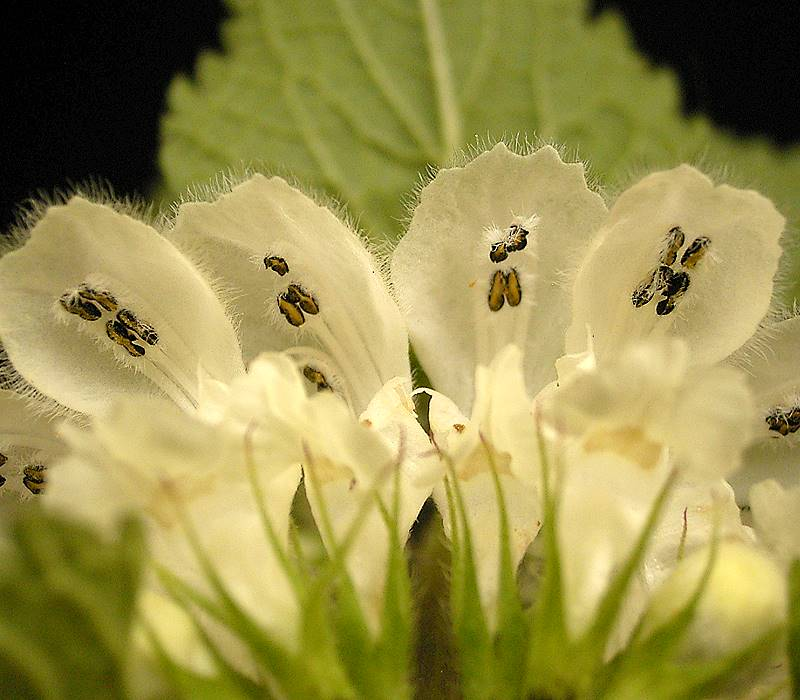
Квіти
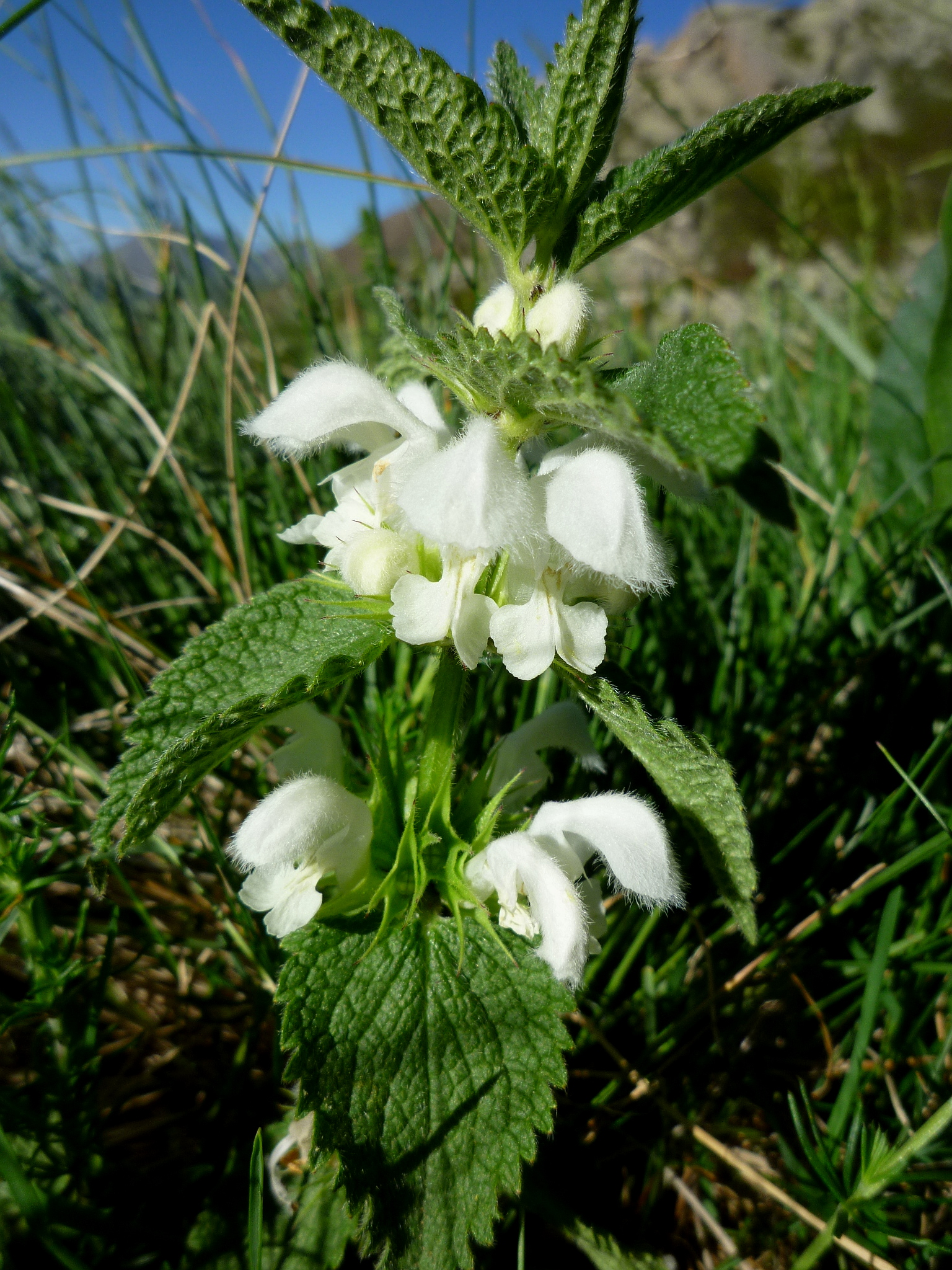
Квіти та листя